# 东南湖围垦灭螺与水利综合治理工程
东南湖围垦灭螺与水利综合治理工程，简称东南湖围垦灭螺工程，是指在中华人民共和国安徽省贵池县（今池州市贵池区）县城城郊的围湖造田工程。该工程旨在解决贵池县城（今池州市主城区）城郊的东南湖（又称白沙湖，今平天湖国家湿地公园）夏季洪水泛滥带来的耕地淹没以及日本血吸虫的寄主钉螺的孳生问题。该工程动工于1965年11月，完工于1975年10月。完工后，东南湖面积大幅缩小，池州城南从此不再湖圩相连，沿湖四乡一镇十余万人民不再受血吸虫病威胁。

## 背景

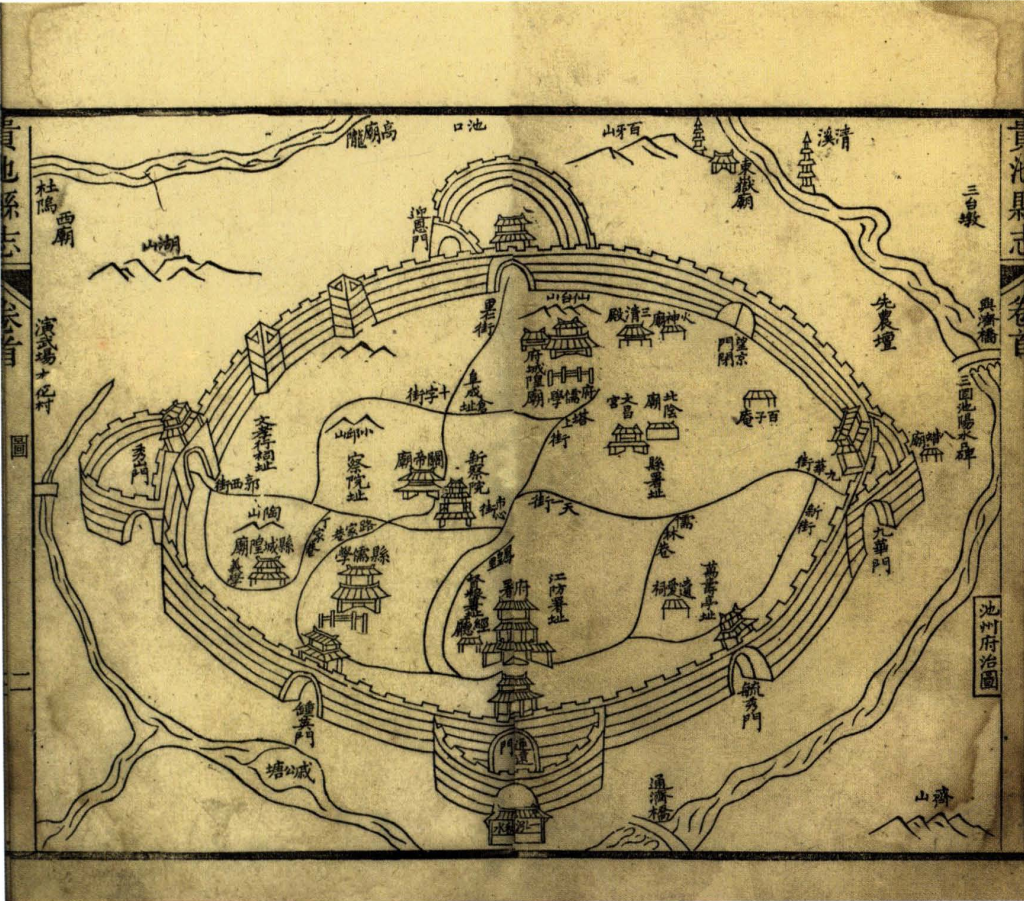
清光绪九年（1883年）池州府治地图，可以看出此时池州城东南方湖圩相连

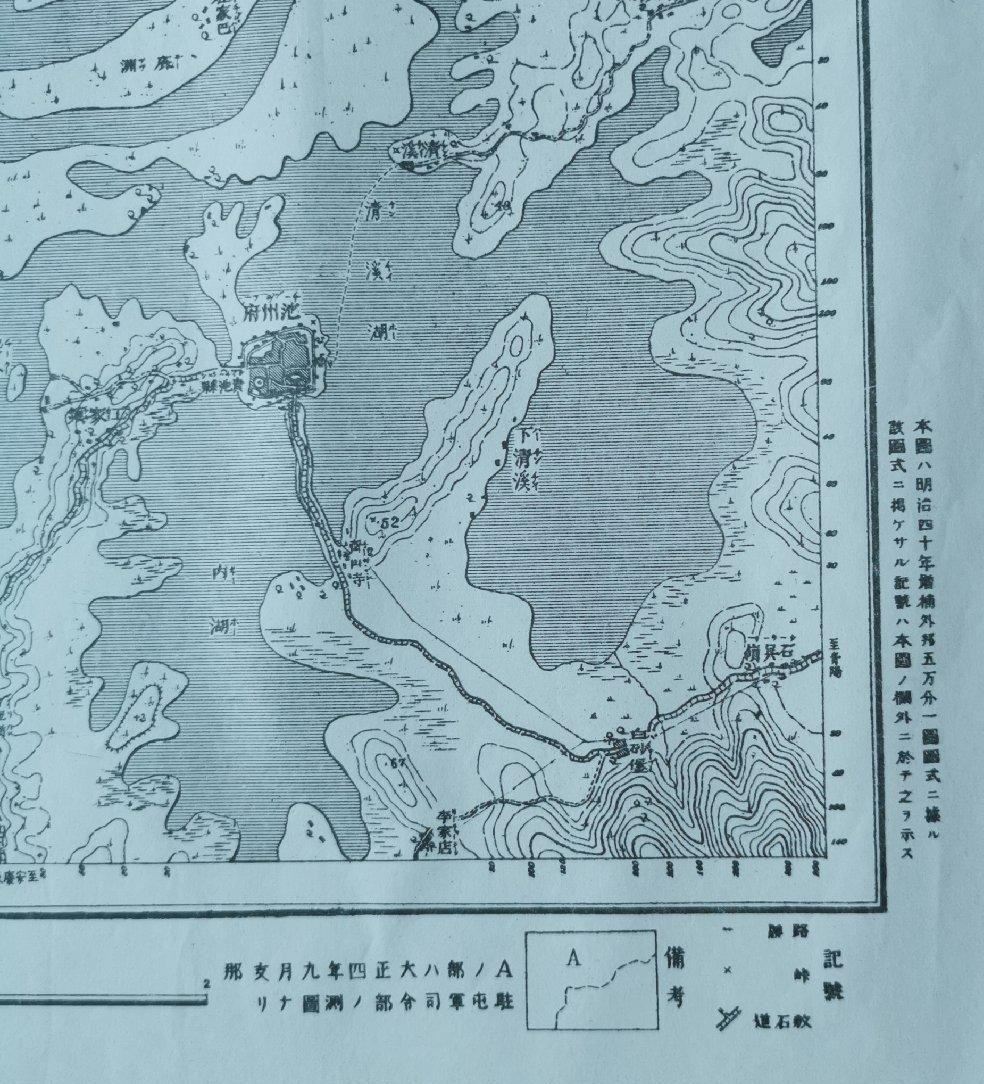
1909年池州府治及周边地区，可以看到池州城几乎四面都被水域包围

围垦前的东南湖，约1960年

贵池位于安徽省西南部，长江中下游南岸，境内大小湖泊纵横，丘陵起伏，山间溪水终年不断，溪岸曲折，年平均气温16℃，有利于血吸虫宿主钉螺的生长。早在明朝嘉靖年间，池州府“夏秋炎凉失和，多成痢”、“江南卑湿、多女少男”，均与血吸虫病的症状相似。当地人称之为“臌胀病”“大肚子病”，是当地流行范围最广、危害程度最严重的地方病。经中华民国至中华人民共和国成立初期卫生部门历次普查，池州是安徽省血吸虫病严重流行的地区之一，其中贵池县和东至县的病人总数占全省病人总数的四分之一。1950年，贵池县被中华人民共和国卫生部列为全国十大血吸虫重点流行县之一。1957年4月20日，时任中华人民共和国国务院总理周恩来签发《国务院关于消灭血吸虫病的指示》，指出安徽省贵池县血吸虫病疫情严重。
东南湖位于池州城南，北连长江，东南西三面环山，在1956年至1966年之间，雨季时平均湖面面积38.8平方公里。 湖内地势平坦，土质肥沃。由于无防洪堤坝设施，每年汛期内有白洋河山洪侵入、外有江水倒灌，形成一片汪洋。 加上泥沙流入，河道淤塞，致使湖床逐渐抬高，杂草丛生、钉螺密布，东南湖及周边地区成为血吸虫滋生的病源区。1950至1970年代，每年汛期，池州市区和周边农村受到洪水侵袭，城市道路严重水浸，严重阻碍城市建设；当时贵池对外的唯一通道——贵池至芜湖公路中断；血吸虫及其寄主大量滋生，1951－1965年几乎每年都发生急性感染，严重危害当地居民生产生活。
|                                                | 1952年，驻贵池县城海军某部战士在东南湖集体下水，发生集体感染；1961年，贵池县池州镇杏花村大队23个劳动力，19个到东南湖抢收庄稼，全部急性感染，其中死亡12人；1962年5月，因长江水位上涨，贵池县城居民、机关干部大量到东南湖收割庄稼，一次性集体感染772人，县城新建的百货商店、秋江饭店也作为临时病房安置病人。 |
| ——1996年版《池州地区志》和2016年版《池州市志》 | |

随着经济的发展，周边农民因生产、生活接触含有钉螺的湖水，大批感染血吸虫病；城镇居民和干部感染也日益增多，急性患病死亡率不断升高。血吸虫病的严重流行，不仅致当地人畜大量死亡、耕地荒芜，也使周边乡村耕地无法耕种。为改善生活环境、扩大生产，1960年，中共贵池县委曾组织民工围垦东南湖，但因经费不足不久停工。

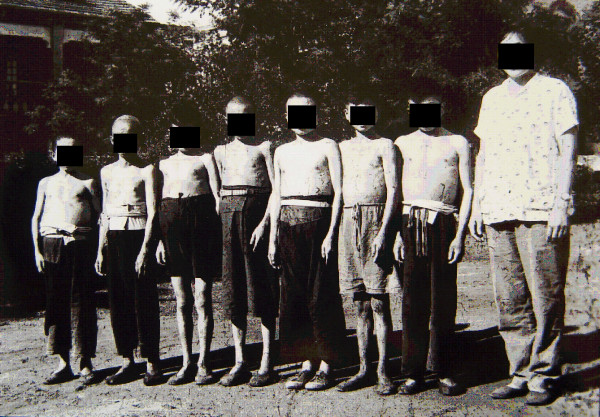
1959年，贵池县血吸虫病防治站血防站（今池州市贵池区血吸虫病防治站）收治的病人

## 施工过程

### 施工预备
根据贵池市血吸虫病防治站副主任医师钟读敏的回忆，中共贵池县委和贵池县人民政府并没有放弃对东南湖进行围垦的努力。据他回忆，1962年，安徽省水利厅派出勘察设计人员与贵池县水电局技术人员一起对围垦工程进行测量规划。当时提出了三套方案：
- 方案一：将白洋河改道，即从上清溪至十里岗开挖新的河道，与秋浦河在县城西门汇合，最终流入长江；
- 方案二：沿着里山和齐山山麓开挖一条运河，与白沙河汇合，然后通过下清溪流入长江；
- 方案三：在原来的河道两边修筑堤坝，以防止汛期河水流入城市和湖滩地区。

当时工程师们为三种方案争论许久。时任贵池县水电局工程股长的钱正基提出一个新方案，即实行方案一，但改从地势较低的杏花村开挖河道，这样不仅减少了工程量，而且降低了施工难度。最终，这一方案经过上级审议通过。
1964年10月，中共贵池县委再次报告中共安徽省委，提出继续围垦东南湖。11月，中共安徽省委批示：由安徽省水电厅、安庆专区水电局、贵池县水电局、交通局、血防站组织第二次勘探，提出规划意见，由安庆专署上报安徽省人民委员会。12月23日，安庆专署以办字〔585〕号文件转发安徽省人民委员会办字〔1360〕号文件《关于兴建东南湖围垦灭螺工程的通知》，表示基本同意规划意见。1965年3月，安徽省人民委员会批准《设计任务书》，7月批准了《扩大初步设计的报告》。11月，成立“贵池县东南湖围垦灭螺工程指挥部”，时任中共贵池县委副书记郭景孝任指挥（后改为时任县长何自清），县委书记张成钧任政治委员。

### 正式建设

1967年12月，贵池县城及周边地区卫星图，可以看出县城南方开始修筑堤坝，西边开始新挖河道，东北侧正在修建白沙湖堤坝。

1965年11月，东南湖围垦灭螺工程正式开始动工。该工程分为11个主要工程，28个配套工程，一共分三期建设。原计划三年建成主要工程、五年完成配套工程，但由于当年中国大陆即将爆发文化大革命，导致工程时断时续。
第一期工程始于1965年11月，终于1967年2月。总共动用民工20,225人。共执行下列七项关键工程：
1. 杏花村切岗。是东南湖围垦关键工程，即将杏花村的山岗切开，使清溪河（白洋河）下游改道，不再从东南面绕城而过。新挖的白洋河从云子畈（时属清溪公社，今属清溪街道清溪社区）[11]经过东南湖区西侧，从切口处（池州镇新桥大队赵家圩[15]，今属于杏花村街道[11]）流入秋浦河，而后从池口入江[17]。工程全长约8,340米，新开河底宽70米，因中上层土质粘性很大，下层为砂砾，开挖困难。为加快工程进度，采用炸药爆破和人力车等措施[11][18]。
2. 修筑池口至下清溪的江堤。1965年12月，中共贵池县委组织3,740名民工修筑2,950米的江堤，其目的是将东南湖西侧截断，形成一个东南湖圩田[17]；
3. 修建云子畈至规划中杏花村大桥的白洋河堤，堤长2,750米[18]；
4. 修筑杏花村大桥（俗称西门大桥[11]），横跨新建的白洋河河道。该桥1965年底动工，1966年底建成，长161.9米，全宽10米（其中路面宽7米）。1997年修建右半幅桥面以改善交通，现已成为池州城区内主干道杏花村大道的一部分[11]。
5. 兴建白沙湖堤，从里山公社齐山大队官窑生产队（今属秋浦街道齐山社区）自江口公社流坡大队向阳生产队下清溪（今属池州经济技术开发区流坡社区），堤长4,030米、顶宽3米，外坡坡度1:3，内坡1:2.5[18]；
6. 退建民生圩。由于白洋河改道，经秋浦河入江，为不影响秋浦河泄洪，须将秋浦河河口处的民生圩堤后撤，修建1,500米长的新圩[18]；
7. 建立下清溪闸站，为5孔拱涵，每孔净宽3米、高3米，其中3孔排白沙湖水、2孔排东南湖水[15]。

1967年2月19日，工程指挥部被造反派夺权。施工队伍内部分歧越来越大，以至发生武斗，至3月份初工程进度暂时停滞。直到年底，东南湖围垦灭螺工程指挥部革命委员会成立后才复工。
第二期工程共执行下列两项关键工程：

围垦中的东南湖，1968年

1. 下清溪排灌站：1967年开工，1968年春竣工，装机容量420千瓦[11]；
2. 齐山圩埂（古青云堤）加高：在完成杏花村切岗和大桥工程后，为使东湖片先发挥效益，当局将齐山圩埂（青云堤）加高2米，修埂长2,100米。南段因基础软弱，曾抛石、打桩固脚。该工程1968年冬开工，1969年春竣工。当时，齐山圩埂为贵池经青阳到芜湖公路的一部分[14]。

与此同时，当地政府在县城南门原修建于1947年的贝雷式桥通济桥炸毁，将白洋河故道截断。并新垦旱地1300多公顷，增加保收面积2,267公顷，对不能垦植的特殊环境，采取药物灭螺。
第三期工程为总工程的配套工程，始于1969年冬，终于1975年10月。共执行下列两项关键工程：
1. 白洋河大堤：因1969年长江流域发生特大洪灾，导致贵池县城大面积淹没[20]，中共贵池县委决定从老河口至杏花村大桥沿白洋河兴建全长9,000米白洋河堤。1969年冬，当地政府组织5万民工参与，仅60天全部完成[11]。
2. 兴建杏村电力闸站：杏村闸站总装机容量5×155千瓦，与白洋河堤同时在1969年冬开工，1970年春基本建成[11]。1984年原杏村闸站扩建为杏花村电力排灌站．新增两台5×155千瓦机组，1987年全部装齐[11]。如今，该排灌站依然承担池州市区汛期排涝工作的主要任务[11][20]。

1973年贵池县城卫星图，在地图右下角，原通济桥河段已被填塞

## 影响

### 社会影响
东南湖围垦灭螺工程期间，中央政府和地方政府共投资503.40万元，群众自筹243.5万元，共动员10万民工，完成土石方544.06万立方米，保护3.5万亩耕地免受血吸虫病的威胁。至1980年，该工程一共消灭29,000,000平方米土地上的血吸虫及其寄主钉螺，占有螺面积的99%。1976年，当局组织30余人进行全面调查，发现钉螺面积比原来减少98%以上。；曾是钉螺孳生地的翠微村在1984年建成了如今池州历史上第一座公园——烟柳园公园。尽管之后，贵池的血吸虫病发病率时有上升趋势，但随着池州城市建设的不断深入，原来钉螺赖以生存的环境遭到破坏，血吸虫病发病率逐年下降，2008年12月16日，经安徽省人民政府血防工作领导小组批复，池州市贵池区达到了血吸虫病传播控制标准。

### 经济影响
1967年后，东南湖圩内陆续建起了农场、渔场、蔬菜队，为贵池经济发展做出重要贡献。这些农场、渔场、蔬菜队均隶属于国营东南湖农场。该农场始建于1967年，时属于安徽省农垦厅（今安徽省农垦事业管理局），为副县级编制。最早职员来源于安徽省农垦职工中等专业学校（今安徽省长淮高级中学）约300名中专毕业生，从事生产粮食、油料、棉花等。1971年后，主要种植小麦、棉花、玉米、山芋、油菜等，并且为巩固灭螺成果不再种植水稻。1973年后，东南湖农场隶属于贵池县，降格为正乡科级编制， 并调整设立了蔬菜队、烟草队、渔场、桑蚕队等专业生产组织。 由于收益不足，该场自1969年起就多次出现亏损，特别是1979年至1984年，年均亏损超过20万元。1985年后，管理权移交给贵池县农业局，实施制度改革，退田还湖，以养殖鱼类，同时将剩余土地交与职工承包。至1986年，基本实现收支平衡，略有盈利。
随着池州城市框架不断扩大，东南湖农场所有的土地和水面纳入城市规划范围。故自2006年开始，池州当局计划对该农场实施改制工作。2007年，池州市人民政府以池政秘2007〔19〕号文件批复东南湖农场改制方案，并于同年3月31日宣布改制完成。原农场土地水面收归国有，交予城投部门进行管理。

## 后续
虽然东南湖围垦灭螺工程成功抵挡了数次严重洪涝灾害，使得池州市主城区及周边地区居民免受血吸虫病的威胁，但因设计不周，将清溪河故道截断，不能贯通，污泥淤积；再加上改革开放后城市化进程加速，城市污水排入河道，遂形成黑臭水体，严重影响当地城市环境，直到1990年代末期都未能解决。2002年3月，池州市第一届人民代表大会第二次会议一号议案批准疏浚清溪河故道，两岸建成开放式公园，即清溪河景观公园；城区的污水不再向故道排放，改为修建管道，直通故道下游新建的污水处理厂，经处理后排入长江。该工程自2003年12月12日正式动工，至2006年12月结束，共投资3.3亿元，极大改善了池州的人居环境与城市形象。2015年12月，为加快经济发展和城市建设，池州市人民政府成立池州市平天湖风景区管理委员会，专门负责原东南湖垦区的开发与建设。

疫区新貌
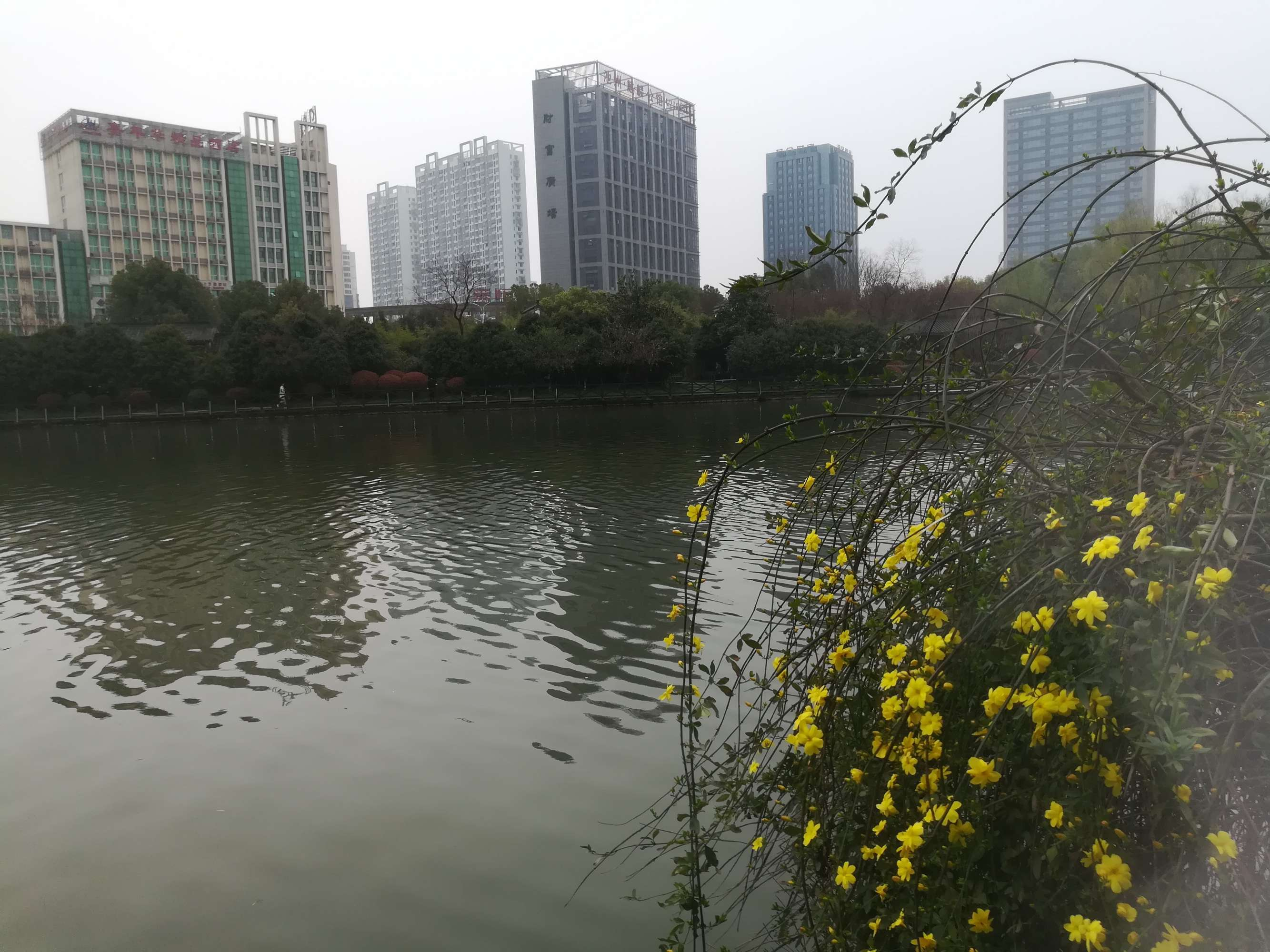
烟柳园公园
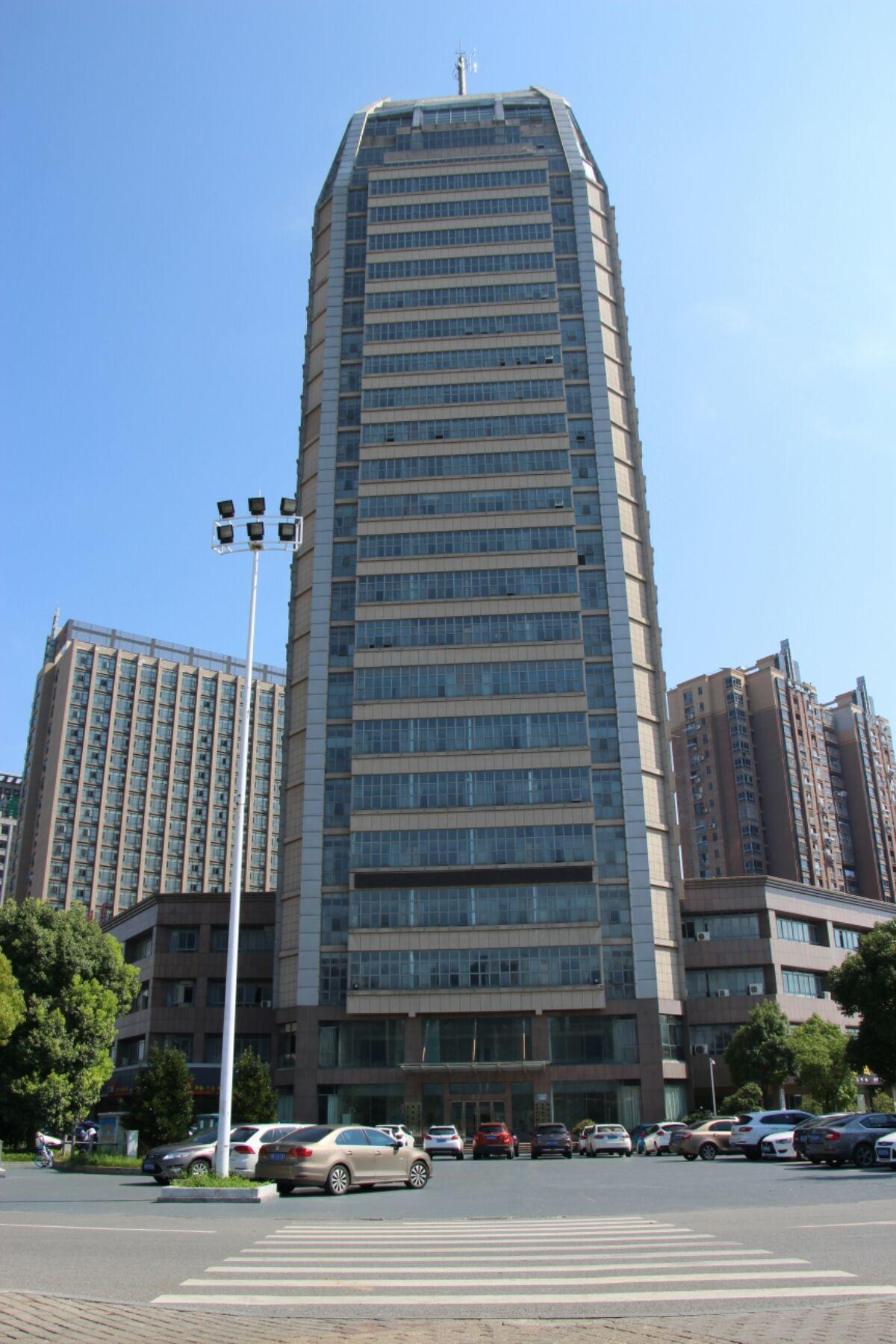
池州市传媒中心大厦
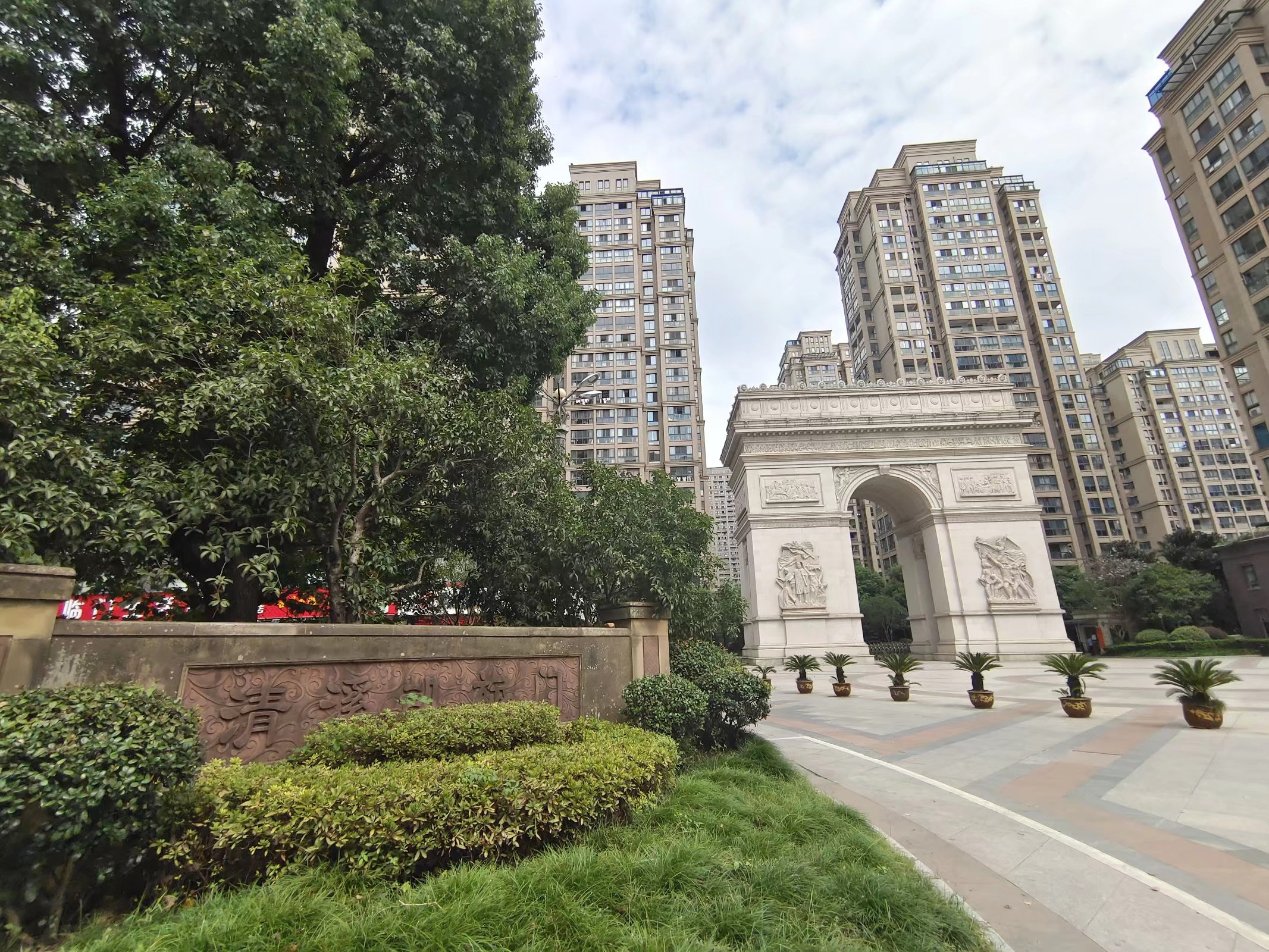
高层居民区
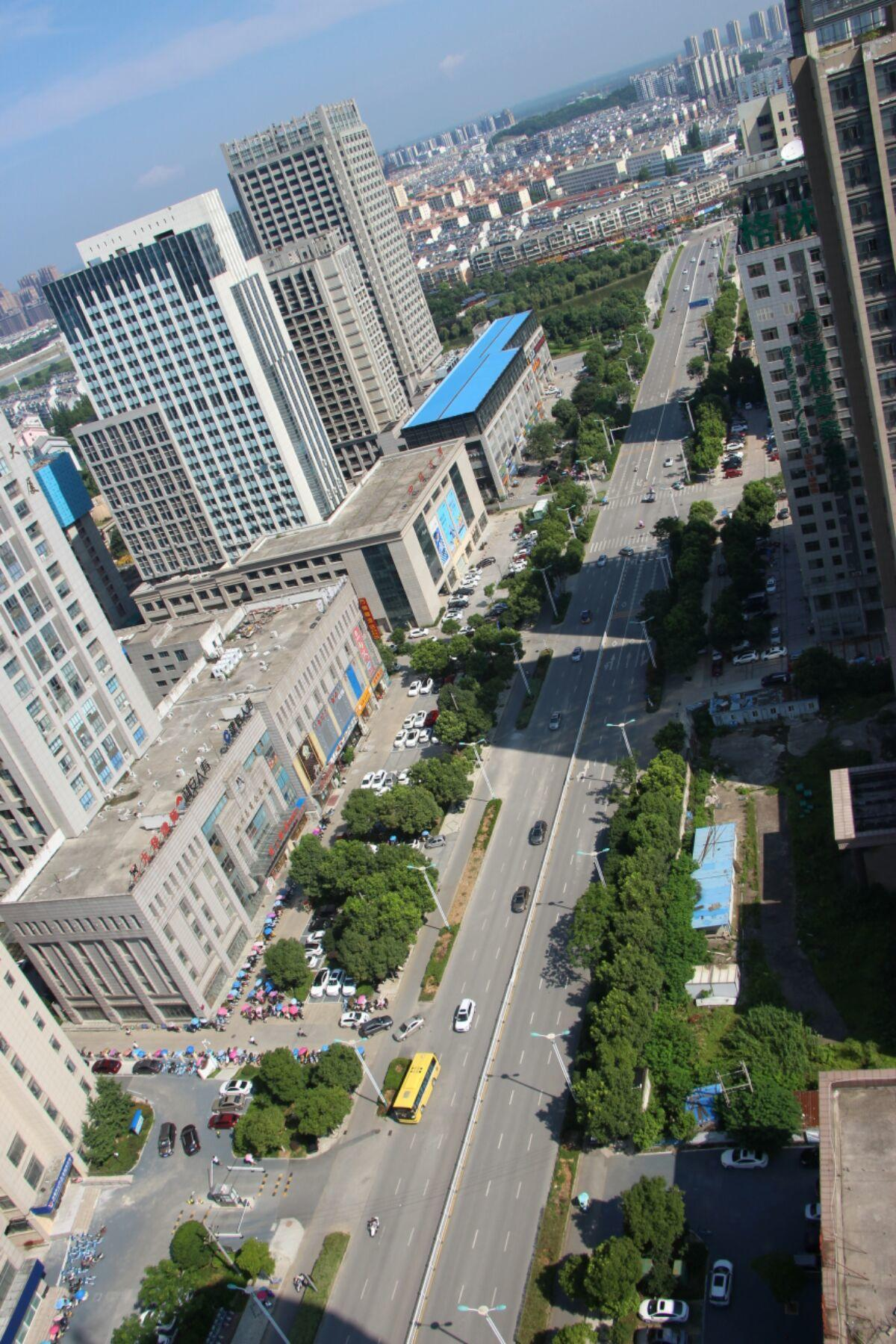
高层办公楼
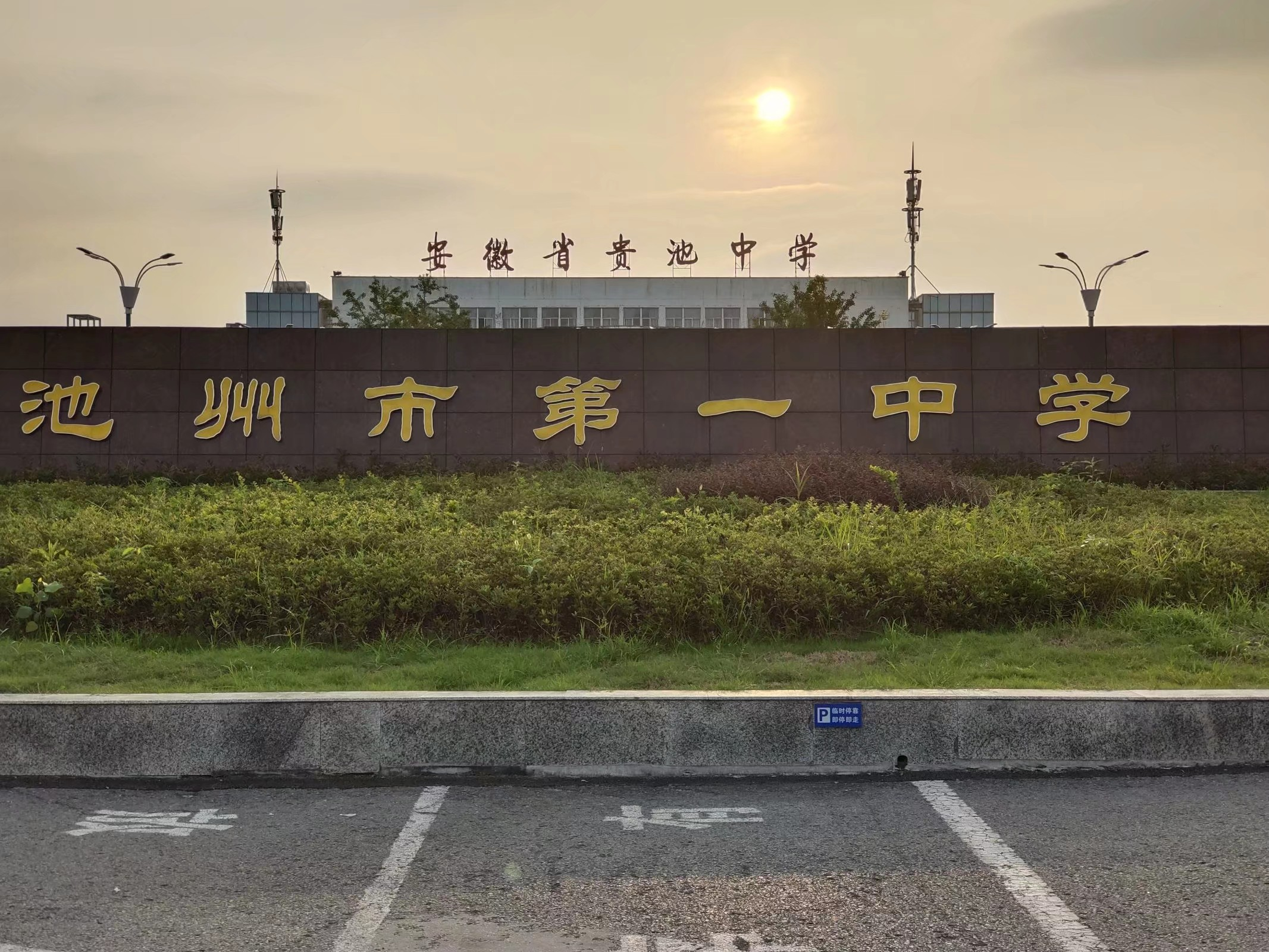
池州一中